# Alasmidonta heterodon
Alasmidonta heterodon – gatunek małża z rodziny skójkowatych (Unionidae), zagrożonego wyginięciem.

## Taksonomia
Niewykluczone, że badania genetyczne zaowocują rozdzieleniem do różnych taksonów.

## Występowanie
Występuje w słodkich wodach w USA (Connecticut, Delaware, Massachusetts, New Hampshire, New Jersey, Nowy Jork, Karolina Północna, Pensylwania, Vermont, Wirginia).
Istnieje kilka populacji w dobrym stanie, są one jednak małe i rozczłonkowane. Występuje 8 lokalizacji w systemie rzecznym, które rozciągają się na mniej niż 2000 km.

## Status
Zagrożona od 1988. Liczebność spada.